# C.V.C. Zebra's
El C.V.C. Zebras fue un club de fútbol profesional de Curazao, de la ciudad de Willemstad. Fue fundado en 2009 y jugaba en la Liga de Curazao y en la liga de Antillas Neerlandesas.

## Patrocinadores
- Toshiba
- Toyota

## Datos del club
- Temporadas en Primera División:.
- Temporadas en Segunda División:. 2
- Mayor goleada conseguida:. 12-0 vs Lions Di Haiti en copa curacao
  - En campeonatos nacionales:. 2
  - En torneos internacionales:.
- Mayor goleada encajada:.
  - En campeonatos nacionales:.
  - En torneos internacionales:.
- Mejor puesto en la liga:.
- Peor puesto en la liga:.
- Máximo goleador:. Gamal Douglas  25 goles
- Portero menos goleado:. Jort Berghuis
- Más partidos disputados:. Gamal Douglas

## Entrenadores

### Cuerpo técnico 2010/11
| Cargo                 | Nombre        |
| --------------------- | ------------- |
| Entrenador            | Ruud Koopman  |
| Segundo entrenador    | Michael Gomes |
| Preparador físico     |               |
|                       |               |
| Médico                |               |
| Encargado de material |               |
|                       |               |